# Cintalapa de Figueroa
Cintalapa de Figueroa är en ort i Mexiko.   Den ligger i kommunen Cintalapa och delstaten Chiapas, i den sydöstra delen av landet, 700 km sydost om huvudstaden Mexico City. Cintalapa de Figueroa ligger 577 meter över havet och antalet invånare är 33 464.
Terrängen runt Cintalapa de Figueroa är platt åt sydväst, men åt nordost är den kuperad. Runt Cintalapa de Figueroa är det ganska glesbefolkat, med 30 invånare per kvadratkilometer. Cintalapa de Figueroa är det största samhället i trakten. Omgivningarna runt Cintalapa de Figueroa är en mosaik av jordbruksmark och naturlig växtlighet.